# براد ألان
براد ألان (بالإنجليزية: Brad Allan)‏ هو ممثل أسترالي، ولد في 14 فبراير 1973 في أستراليا. من الجوائز التي نالها جائزة طوروس العالمية لمؤدي المشاهد الخطيرة ‏.

## أعمال

### أفلام
- (1999) جميلة[6]

## جوائز
- جائزة طوروس العالمية لمؤدي المشاهد الخطيرة [الإنجليزية]‏

## وصلات خارجية
- براد ألان على موقع IMDb (الإنجليزية)
- براد ألان على موقع ألو سيني (الفرنسية)
- براد ألان على موقع أول موفي (الإنجليزية)
- براد ألان على موقع قاعدة بيانات الأفلام السويدية (السويدية)
- براد ألان على موقع قاعدة بيانات الفيلم (الإنجليزية)
- براد ألان على موقع كينوبويسك (الروسية)